# Joshua Cohen
Joshua Aaron Cohen (Somers Point, 26 settembre 1980) è uno scrittore statunitense, vincitore del Premio Pulitzer per la narrativa nel 2022.

## Biografia
Nato in una famiglia ebraica a Somers Point, Joshua Cohen è cresciuto ad Atlantic City e ha studiato composizione musicale alla Manhattan School of Music, senza però terminare gli studi.
Dopo aver lavorato come corrispondente dall'Europa dell'Est tra il 2001 e il 2006, nel 2007 ha pubblicato il suo primo romanzo, Cadenza for the Schneidermann Violin Concerto. Ad esso sono seguiti i romanzi A Heaven of Others (2008), Witz (2010), Il libro dei numeri (2015) e Moving Kings (2017). Nel 2022 ha vinto il Premio Pulitzer per la narrativa per il suo sesto romanzo, I Netanyahu (The Netanyahus), pubblicato l'anno precedente negli Stati Uniti e nel 2022 in Italia.
Prolifico saggista, ha scritto per quotidiani e riviste di alto profilo, tra cui The New York Times, The London Review of Books e The New York Observer. Tra il 2005 e il 2018 ha pubblicato cinque raccolte di saggi e racconti, di cui uno, Quattro nuovi messaggi (2012), è stato pubblicato in Italia nel 2021.

## Opere (parziale)
- Cadenza for the Schneidermann Violin Concerto, New York, Fugue State Press, 2007. ISBN 978-1879193161
- A Heaven of Others, New York, Starcherone Books, 2007. ISBN 978-0978881146
- Witz, Funks Grove, Dalkey Archive Press, 2010. ISBN 978-1-56478-588-6
- Four New Messages, New York, Graywolf Press, 2012. ISBN 978-1555976187

Quattro nuovi messaggi, trad. Claudia Durastanti, Torino, Codice, 2021. ISBN 978-8875789565
- Book of Numbers, New York, Random House, 2015. ISBN 978-0-8129-9691-3

Il libro dei numeri, trad. Claudia Durastanti, Torino, Codice, 2019. ISBN 978-8875788124
- Moving Kings, Londra, Fitzcarraldo Editions, 2017. ISBN 978-1910695494
- The Netanyahus, Londra, Fitzcarraldo Editions, 2021. ISBN  978-1913097608

I Netanyahu, trad. Claudia Durastanti, Torino, Codice, 2022. ISBN 979-1254500132